# Blestemul Panterei Roz
Blestemul Panterei Roz (titlu original: Curse of the Pink Panther) este un film de comedie din 1983 regizat de Blake Edwards, al optulea film din seria Pantera Roz. Rolurile principale au fost interpretate de actorii Ted Wass, David Niven, Herbert Lom și Robert Wagner.

## Distribuție
- Ted Wass - Sgt. Clifton Sleigh
- Herbert Lom - Chief Inspector Charles Dreyfus
- † David Niven - Sir Charles Litton
- Robert Wagner - George Litton
- Capucine - Lady Simone Litton
- Robert Loggia - Bruno Langlois
- Joanna Lumley - Countess Chandra
- André Maranne - Francois
- Burt Kwouk - Cato Fong
- Harvey Korman - Prof. Auguste Balls
- Leslie Ash - Juleta Shane
- Ed Parker - Mr. Chong
- Bill Nighy - ENT Doctor
- Roger Moore (billed - Turk Thrust II) - Inspector Jacques Clouseau
- Liz Smith - Martha
- Michael Elphick - Valencia Police Chief
- Hugh Fraser - Dr Stang
- Joe Morton - Charlie
- Denise Crosby - Denise, Bruno's moll
- Peter Arne - General Bufoni